# Roger Fenton

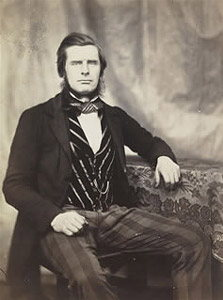
Roger Fenton, zelfportret

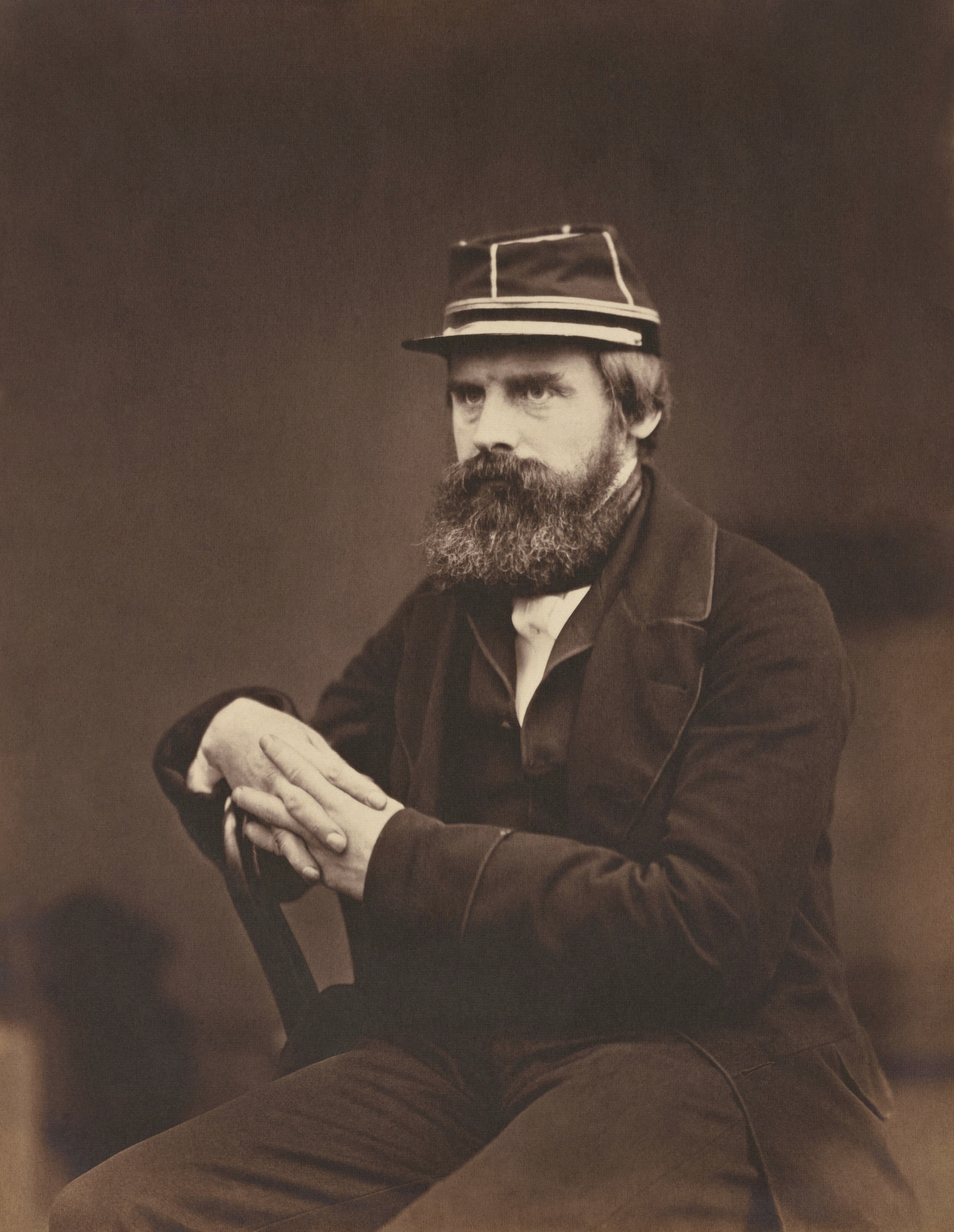
Roger Fenton, 1856

Roger Fenton (Heywood, 20 maart 1819 - 8 augustus 1869) was een Brits fotograaf in de 19e eeuw. Zijn werk werd vooral bekend door de foto's die hij maakte gedurende de Krimoorlog.

## Biografie
Roger Fenton kwam uit een welgestelde familie uit Lancashire. Zijn vader was bankier en was ook lid van het parlement. In 1840 studeerde hij af aan de University College London. Drie jaar later trouwde hij met Grace Elizabeth Maynard. Vanaf 1842 was Fenton vijf jaar in Parijs waar hij schilderkunst studeerde onder Hippolyte Delaroche.
In 1852 richtte Fenton, onder patronage van Prins Albert, de Royal Photograpy Society op. Drie jaar later werd Fenton door de prins naar de Krimoorlog gestuurd om daar de Engelse troepen te fotograferen. Fenton werd  daarnaartoe gestuurd om een positiever beeld te creëren van de strijd van de Engelsen troepen, vanwege de anti-oorlog houding van de krant de The Times. Zodoende fotografeerde Fenton nooit gedode, gewonde of zieke soldaten. In datzelfde jaar (1855) nog werd er een expositie in Londen van zijn werk gehouden. In totaal werden er 315 foto's tentoongesteld. Omdat de oorlog inmiddels was afgelopen was de belangstelling daarvoor echter niet groot.
Na zijn terugkeer in Engeland maakte Fenton alleen nog idyllische voorstellingen van het moslimleven in zijn studio. Zijn foto's en modellen daarin waren nooit echt overtuigend. In 1862 stopte Fenton met het beroep van fotograaf, na een carrière van tien jaar. Zeven jaar later stierf hij.

## Fotogalerij

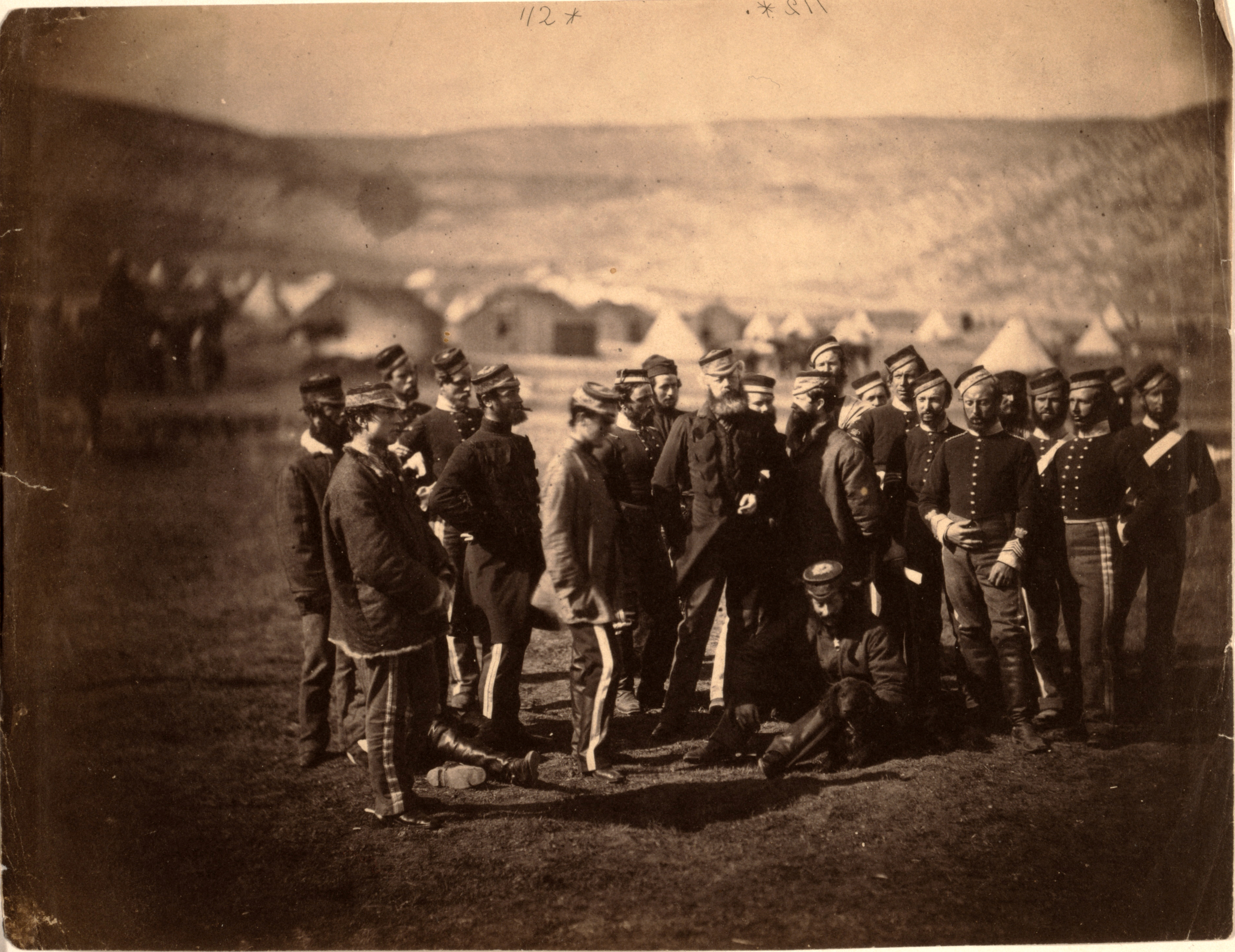
Engelse soldaten
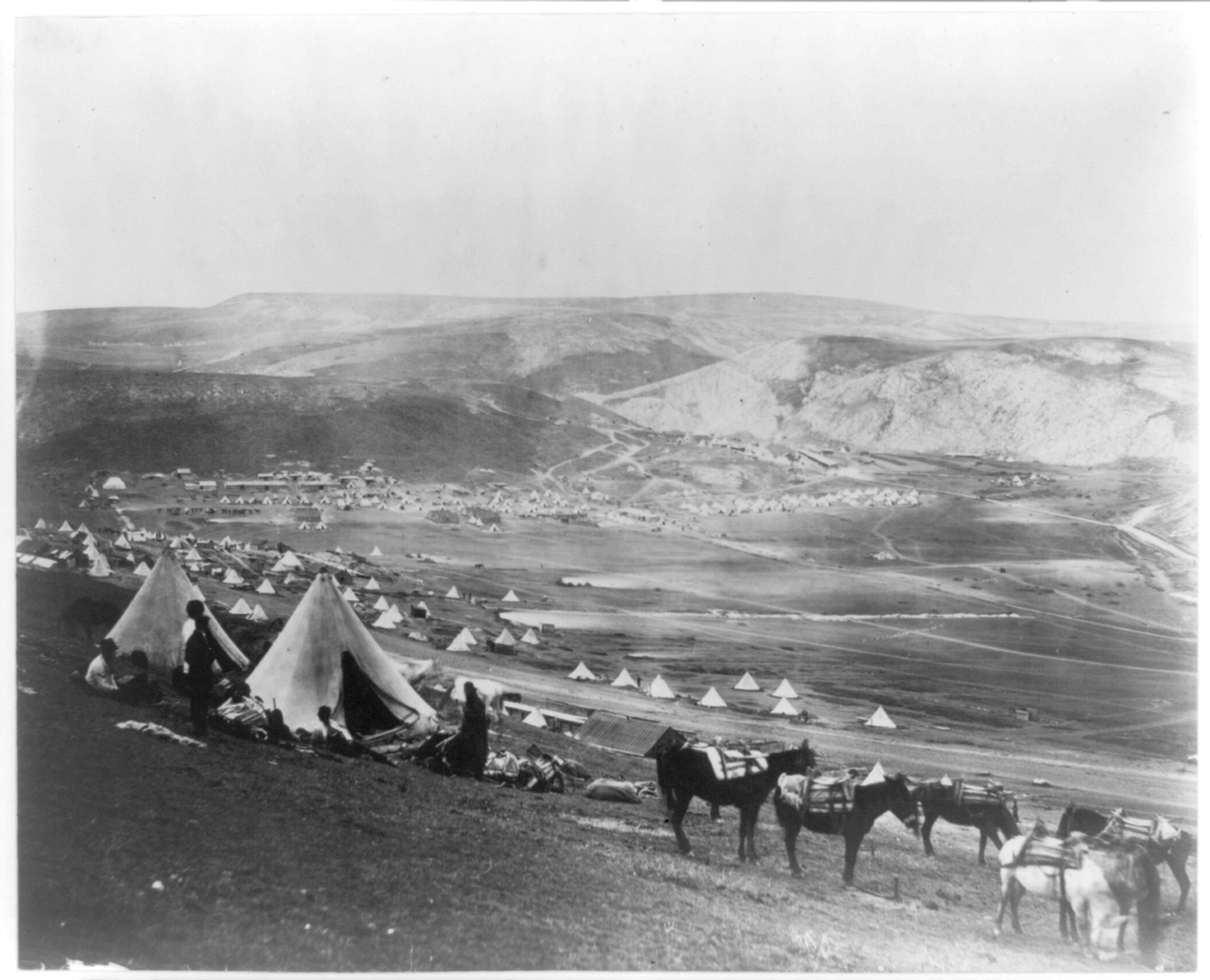
Cavalerie kampement nabij Balaklava
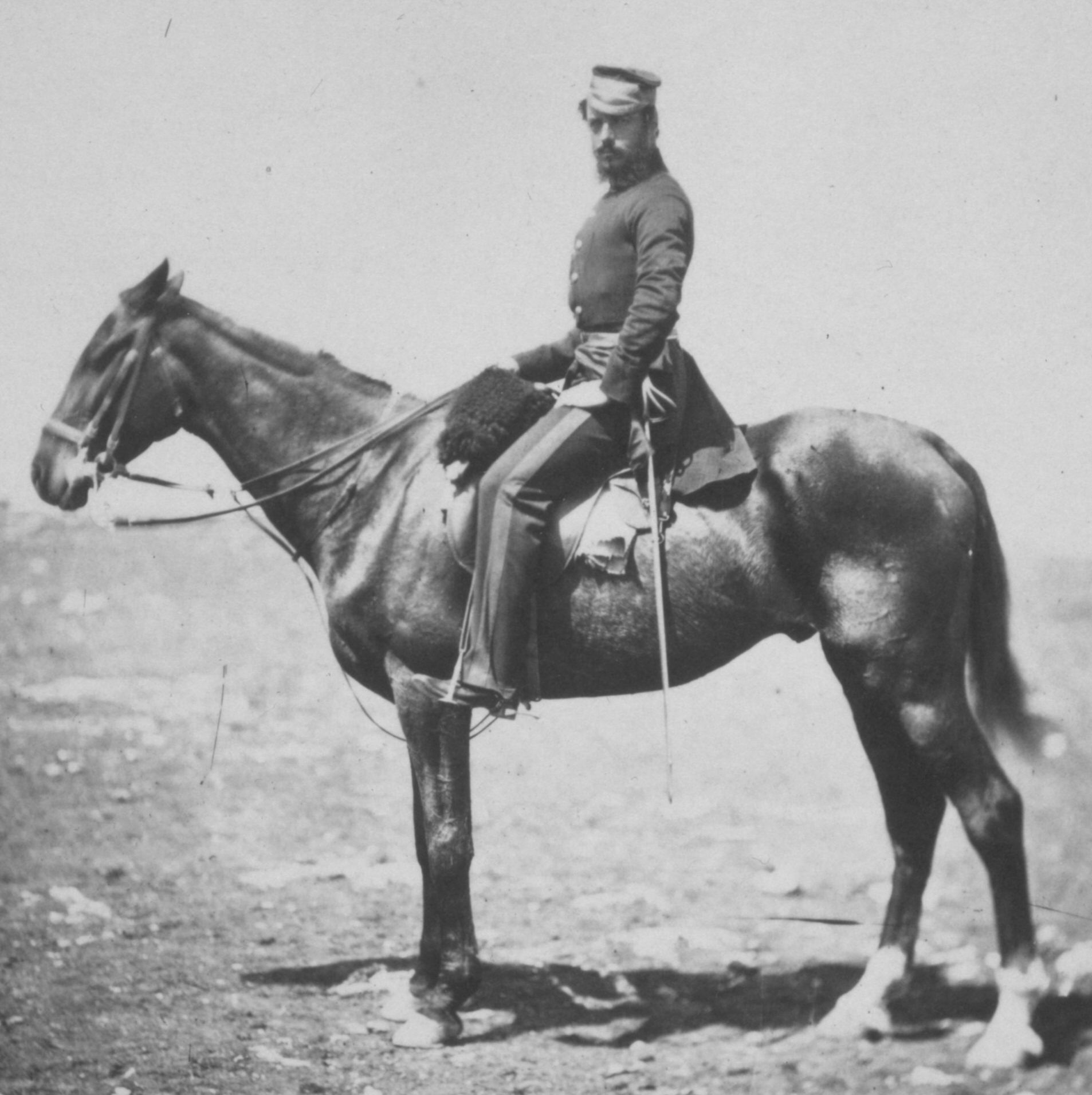
Portret van Henry Hugh Clifford
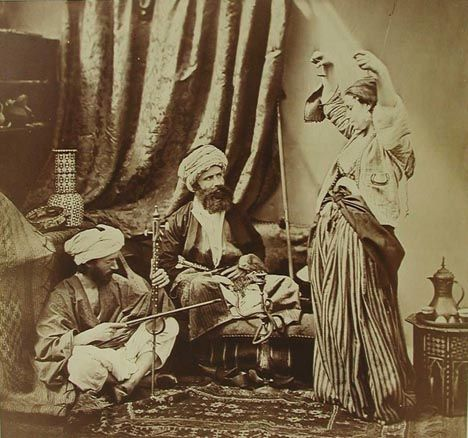
Een idyllische voorstelling uit het leven van moslims